# کولخیس ۱۱۳۵

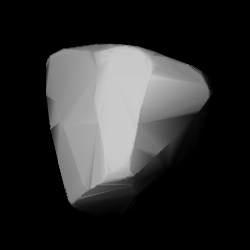
سیارک ۱۱۳۵

سیارک ۱۱۳۵ (به انگلیسی: 1135 Colchis، نامگذاری:1929TA) هزار و صد و سی و پنجمین سیارک کشف شده‌است که در ۳ اکتبر ۱۹۲۹ و در رصدخانه سایمیز کشف شد.
قدر مطلق سیارک برابر ۱۰٫۲۰ است.